# Мили Сан Пјетро
Мили Сан Пјетро је насеље у Италији у округу Месина, региону Сицилија.
Према процени из 2011. у насељу је живело 551 становника. Насеље се налази на надморској висини од 201 м.